# Thierry Pister
Thierry Pister (Gent, 2 september 1965) is een Belgisch voetbalcoach en voormalig voetballer.

## Spelerscarrière
- 1974-1988 KAA Gent
- 1986-1989 R. Antwerp FC
- 1989-1990 Sporting Toulon Var
- 1990-1994 Standard de Liège
- 1994-1996 FC Lausanne-Sport
- 1996-1998 KSK Beveren
- 1998-1999 RAEC Mons

## Trainerscarrière
- 1999-2002 RAEC Mons
- 2002 KSK Beveren
- 2002-2004 KSK Ronse
- 2004-2005 Red Star Waasland
- 2005-2006 AC Allianssi
- 2007-2008 RFC Tournai
- 2008-08/2008 RAEC Mons (assistent-trainer)
- 2008 RAEC Mons
- 2009-2011 KV Oostende
- 2011-2012 UR La Louvière Centre
- 2012 ROC de Charleroi-Marchienne
- 2012-2015 Racing Mechelen
- 2015-2016 FCV Dender EH
- 2016-2017 RFC Tournai
- 2017-2019 Guinee (assistent-trainer)
- 2019-2020 Olympic Charleroi
- 2021-heden Congo-Brazzaville (assistent-trainer)

## Erelijst
Standard Luik
- Beker van België

1993